# Marine de la république du Vietnam

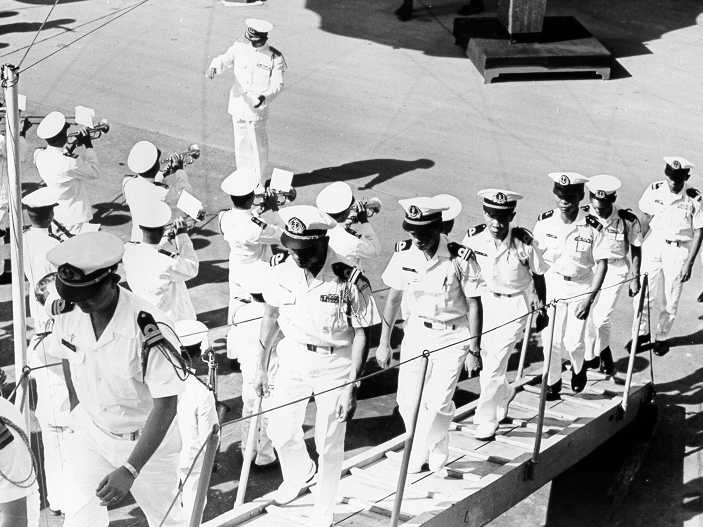
Des officiers de la marine sud-vietnamienne et des CPO montent à bord de leur nouveau navire, le garde-côte américain Bering Strait (WHEC-382), qui a été transféré à la marine de la république du Viêt Nam en tant que frégate RVNS Trần Quang Khải.

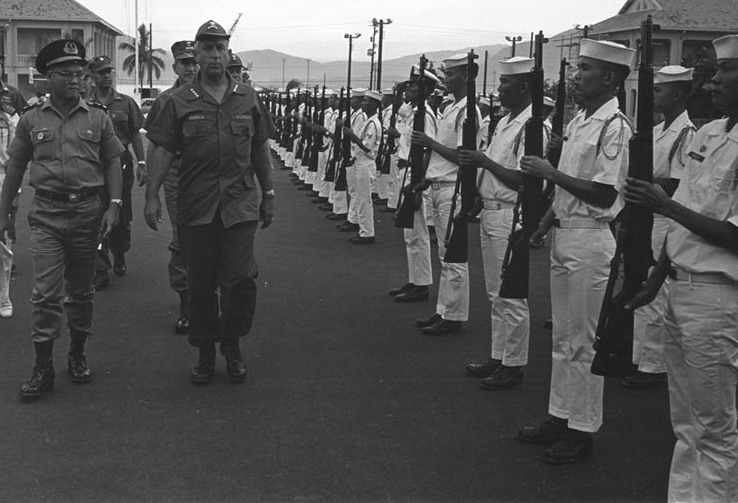
Le commodore Trần Văn Chơn, chef des opérations navales, (à gauche) et l'amiral Thomas H. Moorer, chef des opérations navales de la marine américaine, (au centre à gauche) inspectent certains des marins sud-vietnamiens qui prendront en charge les opérations de patrouille fluviale de la marine américaine, vers septembre 1969. Notez les fusils M1 Garand tenus par les marins.

La Marine de la république du Viêt Nam (en vietnamien : Hải quân Việt Nam Cộng hòa - HQVNCH ; en anglais:Republic of Vietnam Navy - RVNN) était la branche navale des forces armées sud-vietnamienne, les forces armées officielles de l'ancienne république du Viêt Nam (ou Viêt Nam du Sud) de 1955 à 1975.
La première flotte était composée de bateaux français ; après 1955, et le transfert des forces armées sous contrôle vietnamien, la flotte a été approvisionnée par les États-Unis. Avec l'aide américaine, la RVNN est devenue en 1972 la plus grande marine d'Asie du Sud-Est et, selon certaines estimations, la quatrième marine du monde, juste derrière l'Union soviétique, les États-Unis et la république populaire de Chine, avec 42 000 personnes, 672 navires et embarcations amphibies, 20 navires de guerre contre les mines, 450 patrouilleurs, 56 embarcations de service et 242 jonques. Selon d'autres sources, la RVNN était la neuvième marine du monde. La marine de la république du Viêt Nam était responsable de la protection des eaux nationales, des îles et des intérêts de l'économie maritime du pays, ainsi que de la coordination de la police maritime, du service des douanes et de la force de défense des frontières maritimes.
La marine de la république du Viêt Nam a été dissoute en 1975 avec l'effondrement du Sud-Viêt Nam et la victoire du Nord-Viêt Nam dans la guerre du Viêt Nam. La majeure partie de sa flotte a été capturée au port, mais une petite flotte de navires, dirigée par le capitaine Đỗ Kiếm et Richard L. Armitage du bureau de l'attaché de défense à Saigon, s'est échappée vers la Thaïlande et s'est rendue aux forces navales américaines sur place. Certains de ces navires RVNN se sont sabordés en atteignant la haute mer, tandis que d'autres ont poursuivi leur service au sein de la marine philippine.

## Histoire

### Fondation
Les origines de la Marine vietnamienne (VNN) remontent à 1952 avec la Marine française. En 1954, à la suite des Accords de l'Élysée, les français ont cédé le contrôle des forces armées aux vietnamiens, mais à la demande du gouvernement vietnamien, ils ont continué à s'occuper de la marine jusqu'au 20 août 1955. À cette date, la marine compte environ 2 000 personnes et 22 navires. Les vietnamiens ont alors reçu l'aide du Military Assistance Advisory Group des États-Unis pour le développement de la RVNN.

### Force côtière
En 1956, les Nord-Vietnamiens ont commencé à infiltrer des hommes et des armes sur le territoire de la république du Viêt Nam par voie maritime. En réponse, la RVNN créa la Force de jonque côtière (en vietnamien : Lực Lượng Hãi Thuyền - en anglais: Junk Force) de jonques armés par la Forces régionales irrégulières et des pêcheurs locaux recrutés pour l'occasion, afin de patrouiller les eaux autour de la Zone démilitarisée. Cette force, connue plus tard sous le nom de Groupes côtiers (vietnamien : Duyên đoàn), patrouillait l'ensemble du littoral 1 200 milles (1 931,2128 km). Cette force était sous le contrôle des commandements des zones militaires régionales plutôt que de la Marine,, et n'a été incorporée à la RVNN qu'en 1965, date à laquelle elle comptait plus de 100 navires.

### Expansion du RVNN
| Année | Personnel | Navires |
| ----- | --------- | ------- |
| 1955  | 2 000     | 22      |
| 1961  | 5 000     | 220     |
| 1964  | 8 100     | ?       |
| 1967  | 16 300    | 639     |
| 1973  | 42 000    | 1 400   |

À la fin des années 1950, la marine vietnamienne se modernise et se développe, recevant des navires et une formation de la marine américaine (US navy). En 1961, la RVNN dispose d'une force de 23 navires, dont les plus grands sont des LSM, de 197 bateaux et de 5 000 hommes. Les années 1962-1964 sont marquées par une expansion rapide ; des installations d'entraînement, des bases de réparation et des installations de soutien sont créées ; les équipements et les réseaux de communication sont améliorés ; l'organisation et les procédures administratives sont renforcées. Le nombre de navires passe à 44 et les effectifs à 8 100.
Ce processus se poursuit et, à la fin de l'année 1967, les effectifs de la RVNN atteignent 16 300 personnes, avec 65 navires, ainsi que 232 navires du groupe d'assaut fluvial (River Assault Group - RAG), 290 jonques et 52 embarcations diverses. Tout au long de l'année 1968, la RVNN a donné la priorité à l'amélioration et à l'expansion de ses programmes d'entraînement en prévision de l'accroissement de ses responsabilités dans l'effort de guerre et de l'obtention de moyens supplémentaires de la part des États-Unis. À la fin de l'année 1968, des plans pour le transfert de la majorité des actifs de la marine américaine au Viêt Nam avaient été formulés.

### Politique et coups d'État
Le commandant de la RVNN, le capitaine Hồ Tấn Quyền, était un fidèle partisan du président Ngô Đình Diệm. Pour éviter qu'il ne soutienne Diệm lors du coup d'État sud-vietnamien de 1963, il a été exécuté par ses collègues officiers de la RVNN dans la matinée du 1er novembre 1963.
Lors du coup d'État sud-vietnamien de 1965, les forces rebelles encerclent le quartier général de la RVNN au chantier naval de Saigon, apparemment dans le but de capturer le commandant de la RVNN Chung Tấn Cang. Cette tentative échoua et Cang déplaça la flotte vers la base de Nhà Bè pour empêcher les rebelles de s'emparer des navires.

### Vietnamisation
Au début de l'année 1969, le président Richard M. Nixon a officiellement adopté la politique de "vietnamisation". La partie navale, appelée ACTOV ("Accelerated Turnover to the Vietnamese"), impliquait le transfert progressif au Viêt Nam de la flotte fluviale et côtière américaine, ainsi que le commandement opérationnel de diverses opérations. Au milieu de l'année 1969, la RVNN a pris l'entière responsabilité des opérations d'assaut fluvial lorsque la Force mobile fluviale (Mobile Riverine Force) américaine s'est retirée et a transféré 64 embarcations d'assaut fluvial (Patrol Boat, River - PBR) à la RVNN. Le 10 octobre 1969, 80 bateaux de patrouille fluviale (Patrol Boat, Rivers) ont été transférés à la RVNN au chantier naval de Saigon, les PBR ont été divisés en quatre groupes de patrouille fluviale (RPG) dans le cadre de la Task Force 212.
À la fin de l'année 1970, l'US Navy cessa toutes ses opérations au Sud-Vietnam, ayant transféré au total 293 PBR et 224 embarcations d'assaut fluvial à la RVNN.
En 1970 et 1971, les États-Unis ont également abandonné le contrôle des patrouilles côtières et en haute mer à la RVNN. Le commandement naval américain a également transféré quatre garde-côtes, un navire radar d'escorte de destroyer, un LST et divers navires de contrôle portuaire, de lutte contre les mines et de soutien. En août 1972, la VNN a pris la responsabilité de l'ensemble de la patrouille côtière en prenant en charge les 16 dernières installations radar côtières américaines.
En plus des navires et des embarcations, les États-Unis ont transféré des bases de soutien. Le premier changement de commandement a eu lieu en novembre 1969 à Mỹ Tho, et le dernier en avril 1972 à Nhà Bè, Bình Thủy, Cam Ranh Bay et Đà Nẵng. En 1973, la marine vietnamienne comptait 42 000 hommes et plus de 1 400 navires et bateaux.

### La fin
En 1973 et 1974, à la suite des accords de paix de Paris, les États-Unis réduisent considérablement leur soutien financier aux forces armées vietnamiennes. La RVNN est contrainte de réduire de moitié l'ensemble de ses opérations et de 70 % ses activités de combat et de patrouille fluviale. Pour économiser le matériel, plus de 600 embarcations fluviales et portuaires et 22 navires sont désarmés.
Le 19 janvier 1974, quatre navires de la RVNN ont affronté quatre navires de la marine de l'Armée populaire de libération de Chine au sujet de la propriété des îles Paracel, situées à 200 milles nautiques (370 km) à l'est de Đà Nẵng. Le navire de la RVNN Nhựt Tảo (HQ-10) est coulé, le RVNS (Lý Thường Kiệt) est lourdement endommagé, et le Trần Khánh Dư (HQ-4) et le Trần Bình Trọng (HQ-5) subissent des dommages légers. Les Chinois s'emparent des îles et les occupent.
Au printemps 1975, les forces nord-vietnamiennes occupèrent tout le nord et le centre du Sud-Vietnam, et finalement Saigon tomba le 30 avril 1975. Cependant, le capitaine Kiem Do avait secrètement planifié puis réalisé l'évacuation d'une flottille de trente-cinq navires de la marine vietnamienne et d'autres navires, avec 30 000 marins, leurs familles et d'autres civils à bord, et avait rejoint la septième flotte américaine (US Seventh Fleet) lorsqu'elle avait mis le cap sur la baie de Subic, aux Philippines. La plupart des navires vietnamiens ont ensuite été intégrés à la marine philippine, bien que le LSM Lam Giang (HQ-402), la barge à carburant HQ-474 et la canonnière Kéo Ngựa (HQ-604) aient été sabordés après avoir atteint la haute mer et transféré leur cargaison de réfugiés et leurs équipages sur d'autres navires.
Après la guerre, environ 1 300 anciens navires de la RVNN, y compris des jonques, ont été utilisés par la Marine populaire vietnamienne, ce qui en a fait la plus grande marine d'Asie du Sud-Est au milieu des années 1980. Certains membres du personnel ont été conservés, 80 % de la brigade Ham Tu de la flotte Bach Dang de la VPN étant des vétérans sud-vietnamiens.

## Organisation

### Commandement de la flotte
Le commandement de la flotte de la RVNN était directement responsable devant le chef des opérations navales de la RVNN de l'état de préparation des navires et des embarcations. Le commandant de la flotte assignait et programmait les navires pour opérer dans les zones côtières, les zones fluviales et la zone spéciale de Rung Sat (Rung Sat Special Zone - en vietnamien: Đặc khu Rừng Sác). Tous les navires du commandement de la flotte étaient stationnés à Saigon et y retournaient normalement après les déploiements. Lorsqu'ils étaient déployés, le contrôle opérationnel était assuré par le commandant de la zone ou du secteur concerné, et les navires opéraient à partir des ports suivants:
- Zone côtière I - Đà Nẵng
- Zone côtière II - Nha Trang/Qui Nhơn
- Zone côtière III - Vũng Tàu/Cần Thơ/Châu Đức
- Zone côtière IV - An Thoi/Phú Quốc
- Zone spéciale de Rung Sat - Nhà Bè

### Flottilles
La RVNN était organisée en deux flottilles : une flottille de patrouille et une flottille logistique.
La flottille I était composée de navires de patrouille, organisés en quatre escadrons. Les patrouilleurs comprenaient des LSSL et des LSIL qui n'opéraient normalement que dans les zones riveraines ou la zone spéciale de Rung Sat, bien qu'occasionnellement ils aient été affectés aux quatre zones côtières. Les engagements opérationnels exigeaient que la moitié de la flottille de patrouille soit déployée en permanence, un bateau passant généralement 40 à 50 jours en mer pour chaque patrouille. Les navires de patrouille du commandement de la flotte affectés aux zones fluviales fournissaient un appui en matière de tir naval (Naval gunfire support) et patrouillaient les principales voies d'eau dans les zones fluviales. Une unité de patrouille fluviale est affectée à l'escorte des convois sur le Mékong en provenance et à destination de la frontière cambodgienne.
La flottille II était composée de navires logistiques, divisés en deux escadrons, soutenant les unités navales et les bases dans tout le Sud-Vietnam. Les navires logistiques étaient placés sous le contrôle administratif du commandant de la flotte et sous le contrôle opérationnel du chef d'état-major adjoint de la VNN pour la logistique, qui agissait sur ordre du commandement central de la logistique de l'état-major général interarmées.

### L'entraînement
L'établissement d'entraînement de la RVNN se composait d'un bureau d'entraînement situé au quartier général de la RVNN et de centres d'entraînement situés à Saigon, Nha Trang et dans la baie de Cam Ranh.

### Le chantier naval de Saigon

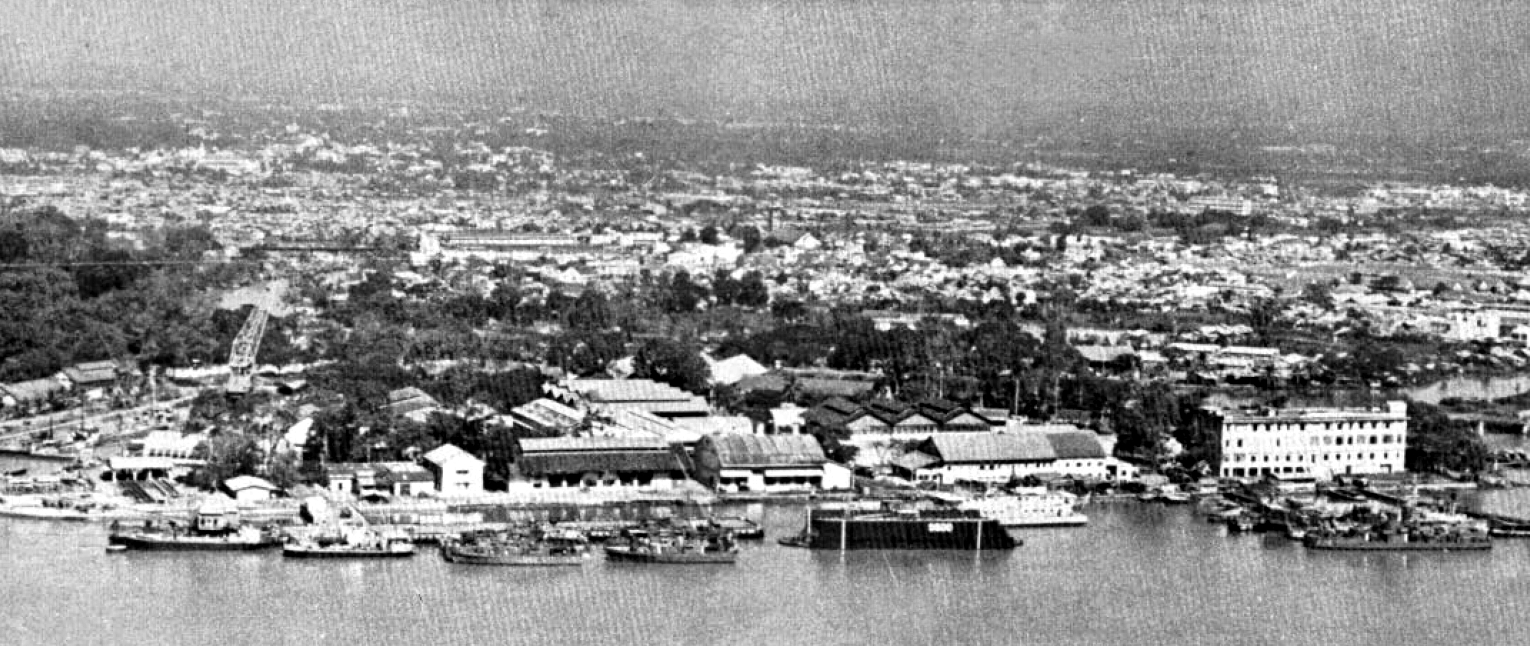
Le chantier naval de Saigon, 1968. Dirigé par le capitaine de vaisseau Nguyễn Văn Lịch.

Le chantier naval de Saigon, d'une superficie de 230 000 m2, situé sur la rive sud-ouest de la rivière Saigon, à environ 48 km de la mer de Chine méridionale, représentait le plus grand complexe industriel d'Asie du Sud-Est. Le chantier naval avait été créé par les Français en 1863 pour servir de base de réparation et de réapprovisionnement. En 1969, 1 800 hommes y travaillaient à la réparation et à la révision des navires, ce qui permettait à la RVNN de continuer à patrouiller en permanence le long de la côte.

## Commandants de la RVNN
| N° | Noms complets  | Grade                           | En fonction | Commentaires |
| -- | -------------- | ------------------------------- | ----------- | --- |
| 1  | Lê Quang Mỹ    | Lieutenant-major de la Marine   | 1955-1957   | Premier commandant en chef de la marine. Utilisez le titre d’adjudant de la marine au chef d’état-major général. Promu lieutenant-colonel (1955), colonel (1956). Démobilisé en 1963 |
| 2  | Trần Văn Chơn  | Lieutenant-colonel de la Marine | 1957-1959   | |
| 3  | Hồ Tấn Quyền   | Colonel de la Marine            | 1959-1963   | Changé en commandant de la marine. Promu major (1956), lieutenant-colonel (1959) et colonel (1962). Assassiné le 1er novembre 1963                                                   |
| 4  | Chung Tấn Cang | Colonel de la Marine            | 1963-1965   | |
| 5  | Trần Văn Phấn  | Colonel de la Marine            | 1965-1966   | |
| 6  | Cao Văn Viên   | Lieutenant général              | 1966        | Chef d’état-major général en exercice, brièvement commandant de la marine |
| 7  | Trần Văn Chơn  | Colonel de la Marine            | 1966-1974   | Commandant reconduit dans ses fonctions 2e fois. Plus tard, le commodore major-général. Démobilisé en 1974                                                                           |
| 8  | Lâm Ngươn Tánh | Commodore Général de division   | 1974-1975   | Plus tard, il a occupé le poste de secrétaire d’État adjoint, chargé de l’accueil des migrants du centre du Vietnam.                                                                 |
| 9  | Chung Tấn Cang | Vice-amiral Lieutenant général  | 1975        | Reconduit dans ses fonctions 2 fois, dernier commandant. Entré en fonction le 24 mars, retiré le 3 avril 1975                                                                        |

## Source
- (en) Cet article est partiellement ou en totalité issu de l’article de Wikipédia en anglais intitulé « Republic of Vietnam Navy » (voir la liste des auteurs).